# 꿩의비름
꿩의비름(학명: Hylotelephium erythrostictum)은 돌나물과에 딸린 여러해살이풀이다. 한국 원산이며 일본에서도 자란다.
볕이 잘 드는 산과 들에서 자란다. 키는 30~90 센티미터쯤 되며 줄기는 흰빛이 돌고 곧게 선다. 잎은 다육질이며 타원 모양이거나 타원꼴 달걀 모양이다. 길이 6~10 센티미터, 너비 3~4 센티미터쯤 되며 털이 없고 끝은 둔하고 밑은 좁다. 꽃은 8~9월에 피는데 흰 바탕에 붉은빛이 도는 자잘한 꽃들이 줄기 끝의 취산꽃차례에 모여 달린다. 얼핏 보면 산방꽃차례로 보일 정도로 풍성하다. 수술과 암술 모두 5개이다. 열매는 골돌열매이다.열매는 검은색으로 10월경에 맺고 안에는 먼지처럼 작은 종자들이 가득 들어 있다.

## 관리 및 번식법
관리법 : 실내에서는 햇볕이 잘 드는 곳에 두며 실외에서는 키가 큰 식물들 사이에 심거나 잎만으로도 관상 가치가 충분하기 때문에 다른 식물을 심지 않고 집단적으로 심어도 좋다. 3~4일 간격으로 물을 줘도 충분히 산다.
번식법 : 10월에 결실하는 종자를 바로 뿌리거나 종이에 싸서 보관  후 이듬해 봄에 이끼를 깔고 그 위에 종자를 뿌리거나 모래나 상토에 종자를 뿌리고 위를 살짝 덮어준다. 이른 봄이나 여름에 줄기를 자르거나 잎을 잘라 꺾꽂이한 후에 번식시킨다.분갈이 때 포기 나누기를 하여 증식시킨다

## 쓰임새
풀 전체나 잎을 피가 났을 때나 종기가 났을 때 약으로 쓴다. 한약명은 경천(景天)이다. 부스럼이 났거나 종기가 났을 때 잎을 따서 껍질을 벗겨 상처에 바로 붙이기도 한다. 꽃뿐 아니라 잎도 보기가 좋아 관상용으로 많이 재배한다. 특히 건조한 곳에서도 잘 자라기 때문에 도시생활에 바쁜 사람들도 쉽게 키울 수 있다.

## 사진

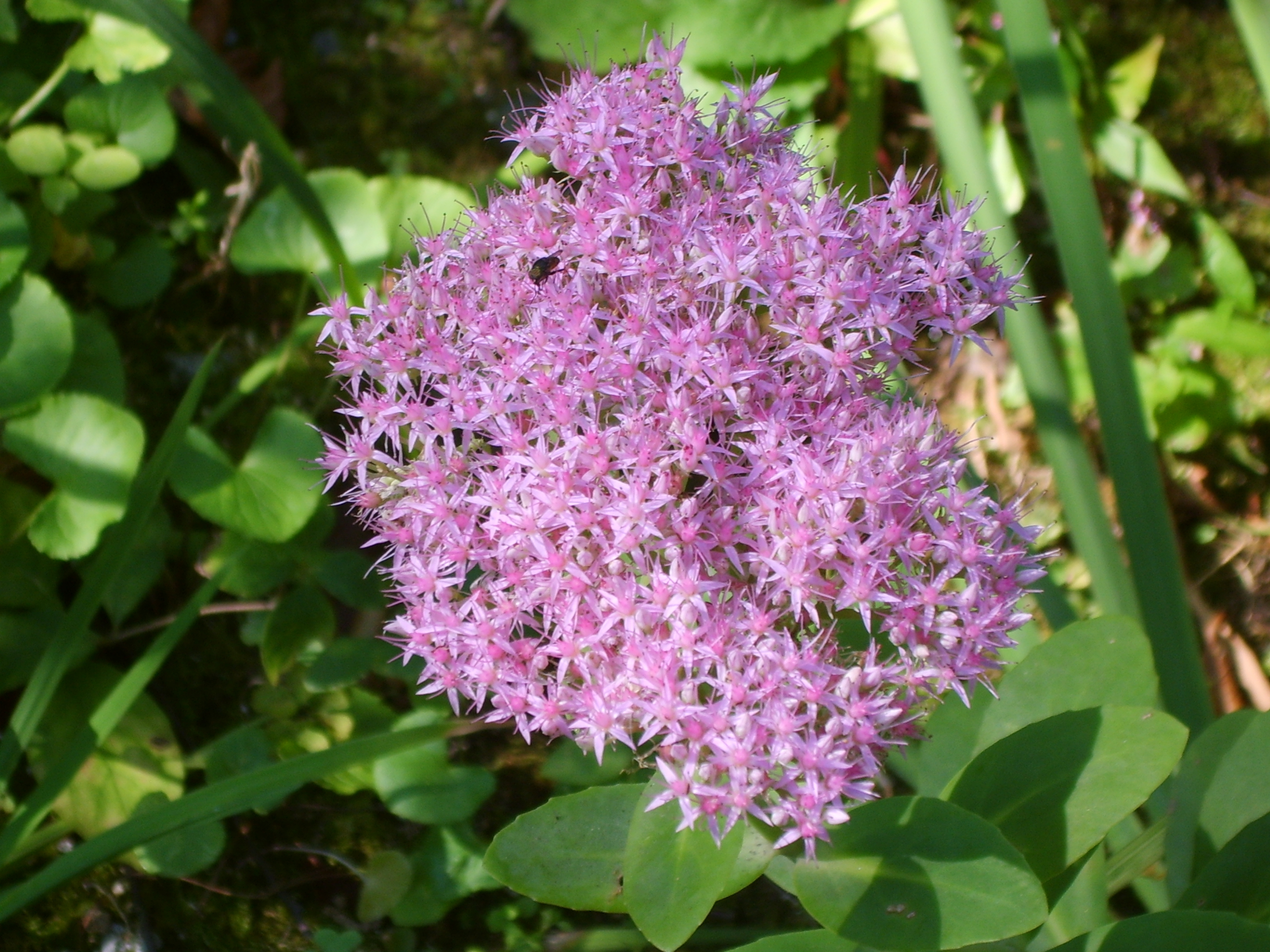
꽃

## 참고 문헌
- 한현석. 《사계절 우리야생화》.